# 小行星9290
小行星9290是一颗围绕太阳公转的小行星。1981年10月6日，茲丹卡·瓦弗洛娃在克萊季发现了此天体。
这颗小行星的绝对星等为130.95547等。